# Praskovja Fjodorovna Saltykovová
Praskovja Fjodorovna Saltykovová (rusky Прасковья Фёдоровна Салтыкова;  12. říjnajul./ 22. října 1664greg., Moskva – 13. říjnajul./ 24. října 1723greg., Petrohrad) byla ruská carevna jako manželka Ivana V. a matka Anny Ivanovny.

## Život

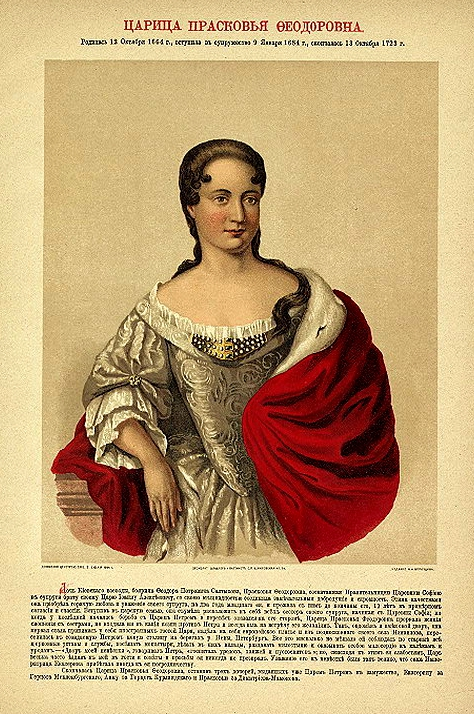
Praskovja Fjodorovna Saltykovová v mládí

Byla dcerou Fjodora Petroviče Saltykova a jeho manželky Anny Michajlovny. Jako nevěsta pro cara Ivana byla v roce 1684 vybrána tradičním způsobem, tzv. volbou nevěsty – výběrem z procesí žen před carem. Bylo to naposledy, kdy bylo použito tohoto způsobu výběru carevny. Ivan V. a Praskovja spolu měli pět dcer, z nichž Anna Ivanovna v roce 1730 usedla na ruský carský trůn. Další z dcer, Kateřina Ivanovna, byla matkou regentky Ruska Anny Leopoldovny.
Po smrti Ivana V. v roce 1696 bývalá carevna začala dlouhý poměr s bojarem Vasilijem Juškovem, kterého car Petr I. Veliký přijal jako člena domácnosti své sestry. Petrovy dcery Alžběta Petrovna a Anna Petrovna se u bývalé carevny vzdělávaly.
Praskovja Fjodorovna žila jako carevna-vdova v Moskvě a Petrohradě. Velmi si vážila svého švagra Petra I., který neměl zákonnou manželku, a Praskovja tak u dvora plnila společenskou roli první dámy Ruska. Byla sice vychovaná ve starých tradicích ruské kultury, ale rozuměla potřebě reformace, a tak vedla dvůr a vychovávala dcery západním způsobem – čehož si Petr I. velmi cenil.
Zemřela v Petrohradě 13. října 1726, den po svých 59. narozeninách.

## Rodina
- Marie Ivanovna (1689–1692)
- Feodosija Ivanovna (1690–1691);
- Kateřina Ivanovna (1691–1733), provdala se za vévodu Karla Leopolda Meklenbursko-Zvěřínského (1678–1747); jejich dcera Anna Leopoldovna byla matkou cara Ivana VI., který vládl v letech 1740–1741
- Anna Ivanovna (1693–1740), ruská carevna v letech 1730–1740
- Praskovja Ivanovna (1694–1731), provdaná za generála Ivana Iljiče Dmitrijeva-Mamonova (1680–1730) ze starého ruského rodu Rurikovců, pozbyvšího knížecí titul